# Настоящие тюлени

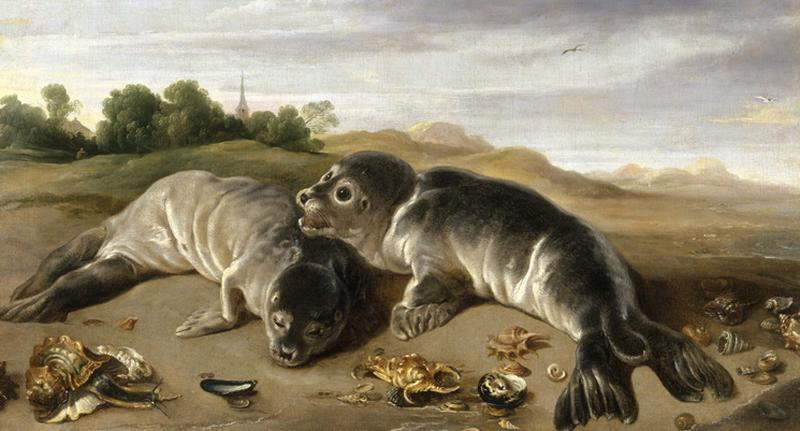
Два молодых тюленёнка на пляже

Настоя́щие тюле́ни, или тюле́ни (лат. Phocidae), — семейство хищных млекопитающих из парвотряда ластоногих подотряда собакообразных.

## Общее описание
Длина тела и масса сильно варьируются: от 1,25 до 6,5 м и от 90 кг до 3,5 т. Кольчатая нерпа — наименьшая, а морские слоны — наибольшие среди настоящих тюленей. Половой диморфизм в той или иной мере выражен у многих видов — хохлач, крылатка. Но экстремально проявляется у морских слонов, самцы которых являются самыми крупными тюленями.
Форма тела веретенообразная; голова заметно суживается спереди. Шея короткая, малоподвижная. Наружные ушные раковины отсутствуют. На верхней губе 6—10 рядов вибрисс, менее жёстких, чем у моржей. Хвост короткий, но хорошо выраженный. Передние ласты составляют меньше 25 % длины тела и заметно меньше задних. По сравнению с ушастыми тюленями и моржами у настоящих тюленей они расположены ближе к голове. Задние ласты всегда вытянуты назад, поскольку не сгибаются в пяточном сочленении и не могут служить опорой при передвижении по суше. Когти у большинства видов хорошо развиты на всех ластах; только у тюленя Росса они редуцированы до небольших бугорков. Ласты не имеют кожно-хрящевой оторочки, поддерживающей их края.
Абсолютная толщина кожи у большинства тюленей меньше, а относительная (в % к толщине кожи) толщина подкожной жировой клетчатки больше, чем у остальных ластоногих. Так, у тюленя Уэдделла масса подкожного жира составляет более 25 % от общей массы — около 113 кг. Сальные железы очень крупные. Потовые железы развиты слабее, чем у других ластоногих.
У новорождённых ряда видов мех густой, довольно мягкий, зачастую белый; тюленята носят его не более трёх недель. Волосяной покров у взрослых особей грубый, без выраженной подпуши. Морские слоны почти полностью лишены волосяного покрова. Окраска меха разнообразная, иногда пятнистая или полосатая. Для ряда видов характерен половой и возрастной диморфизм окраски. Во время сезонной линьки у тюленей сменяются не только волосы, но и роговой слой эпидермиса, который слущивается целыми пластами.
У самцов имеется пенисная кость; мошонки нет, семенники абдоминальные. У самок 1—2 пары сосков.
Мозговой отдел черепа крупный, округлый или бочкообразный. Лицевая часть относительно короткая и узкая; для большинства видов характерно очень узкое межглазничное пространство. Зубов 26—36. Хромосом — 32—34.

## Образ жизни и питание
Большинство видов распространено вдоль береговых линий северней 50° с. ш. и южнее 50° ю. ш. в холодных и умеренных водах обоих полушарий. В тропиках и субтропиках немногочисленны, не встречаются в Индийском океане. Населяют и некоторые пресноводные водоёмы, в частности озеро Байкал и Ладожское озеро.
Тюлени питаются рыбой, головоногими моллюсками (мелкими осьминогами, каракатицами) и ракообразными (крилем, рачками); морские леопарды нападают на пингвинов и других тюленей. Плавают за счёт движений задних ласт, которым помогают боковые изгибы мускулистой задней части тела. На коротких участках могут при необходимости развивать скорость до 24 км/ч. Тюлени прекрасно ныряют; чемпионом по глубине и продолжительности погружений является тюлень Уэдделла, который достигает глубины 600 м, оставаясь под водой более часа. Из-за невозможности опираться на задние ласты на суше тюлени неуклюжи и передвигаются, изгибая тело из стороны в сторону и скользя по льду.
Большинство тюленей во время размножения держатся парами; полигамия отмечена только у длинномордого тюленя и морского слона. Размножаются и линяют чаще на льдах, а не на берегах, как ушастые тюлени. Длительность беременности 270—350 дней. Лактация продолжается от 28 дней у северного морского слона до всего 3—5 дней у хохлача. Кормящие самки в поисках пищи уплывают далеко в море в отличие от самок ушастых тюленей, которые держатся возле берега. Вскармливание обычно прекращается, когда детёныш ещё не способен кормиться самостоятельно, и от 2 до 9—12 недель он голодает, живя на накопленных жировых запасах.

## Список видов
Древнейшие известные виды — пуйила, обнаруженная на о. Девон в Канадской Арктике, а также более поздний эналиарктос, обитавший на юго-западе США.
В настоящее время в семействе, по разным представлениям, от 18 до 24 видов, относимых к 14 родам:
- Семейство Phocidae
  - Подсемейство Monachinae
    - Тюлень-монах, белобрюхий тюлень (Monachus monachus)
    - Neomonachus
      - Гавайский тюлень-монах (Neomonachus schauinslandi)
      - † Карибский тюлень-монах (Neomonachus tropicalis)

    - † Pliophoca[3]
    - Морские слоны (Mirounga)
      - Северный морской слон (Mirounga angustirostris)
      - Южный морской слон (Mirounga leonina)

    - Тюлень Росса (Ommatophoca rossii)
    - Тюлень-крабоед (Lobodon carcinophagus)
    - Морской леопард (Hydrurga leptonyx)
    - Тюлень Уэдделла (Leptonychotes weddellii)
    - † Acrophoca longirostris

  - Подсемейство Phocinae
    - Морской заяц, лахтак (Erignathus barbatus)
    - Тюлень-хохлач (Cystophora cristata)
    - Обыкновенные тюлени (Phoca)
      - Обыкновенный тюлень (Phoca vitulina)
      - Пятнистый тюлень, ларга (Phoca largha)

    - Нерпы (Pusa)
      - Байкальская нерпа (Pusa sibirica)
      - Каспийская нерпа (Pusa caspica)
      - Кольчатая нерпа, акиба (Pusa hispida)

    - Длинномордый тюлень (Halichoerus grypus)
    - Гренландский тюлень (Pagophilus groenlandicus)
    - Полосатый тюлень, крылатка (Histriophoca fasciata)

К охраняемым видам относятся тюлени-монахи и каспийский тюлень.

### Распространение по странам
В фауне России представлено 9 видов настоящих тюленей, не считая исчезающего в Чёрном море тюленя-монаха.